# Microrreserva de les Agulles de Santa Àgueda
La Microrreserva de flora de les Agulles de Santa Àgueda és un espai natural protegit situat en el paratge de les Agulles de Santa Àgueda, al Parc Natural del Desert de les Palmes, al terme municipal de Benicàssim (la Plana Alta, País Valencià). Té una superfície de 5,563 hectàrees.
Segons l'Ordre de 6 de novembre de 2000, de la Conselleria de Medi Ambient publicat en el DOGV núm. 3930 d'1 de febrer 2001 s'estableixen com a espècies prioritàries: Biscutella calduchii, Biscutella carolipauana, Crassula campestris, Cytisus villosus, Peucedanum officinale ssp. stenocarpum i Quercus suber.
Al vessant nord-oest de les Agulles de Santa Àgueda encara existeixen xicotets boscos aïllats d'alzina surera, la reducció d'estos boscos ha estat causada per les transformacions agrícoles del sòl, el carboneig, la creació de terrenys de pastura i els incendis forestals. Els matollars més representatius són el romer, el timó, l'argelaga, el bruc, l'albada, les estepes blanca i negra i espècies endèmiques rares o amenaçades protegides per la figura de microrreserva de flora.